# Avril 1964

## Évènements
- Victoire à l'unanimité des suffrages exprimés de l'Union soudanaise-RDA, parti unique du Mali aux élections législatives.
- Johnson arbitre avec succès un conflit opposant les syndicats au patronat des chemins de fer.
- Genève[1] : Mario Soares organise l'Action socialiste portugaise (Acção Socialista Portuguesa).

- 3 avril : discours de Malcolm X : The ballot or the bullet[2].
- 8 avril - 12 avril : mission spatiale Gemini 1 visant à tester les composants de la capsule et du lanceur Gemini pour de futurs vols habités.
- 5 avril : assassinat de Jigme Palden Dorji, Premier ministre du Bhoutan depuis 1952.
- 9 avril :le Conseil de sécurité des Nations unies adopte une résolution pour condamner l'intervention britannique au Yémen.
- 10 avril : 
  - accord entre la France et l'Algérie fixant unilatéralement par trimestre le nombre d'Algériens pouvant entrer en France, en fonction des disponibilités du marché de l'emploi. Cet accord, révisé à la baisse en 1968, fixe à 35 000 le contingent annuel, puis à 25 000 trois ans plus tard.
  - Discours de Grégoire Kayibanda, président burundais, un Hutu qui met en garde les Tutsis contre la tentation de rétablir l'ordre ancien[3].
- 13 avril (Rhodésie) : arrivée au pouvoir de Ian Smith, président du Rhodesian Front, opposé à tout partage de pouvoir avec les Africains. La ZAPU (Zimbabwe African People's Union) et la ZANU (Zimbabwe African National Union) sont interdits et leurs dirigeants, dont Robert Mugabe pour la ZANU, emprisonnés. Instauration d'un régime d'apartheid.
- 15 avril, république démocratique du Congo : le conseil national de libération (CNL) publie son programme d'action [4].
- 20 avril : 
  - réduction de la production de matières fissibles par les États-Unis, le Royaume-Uni et l'URSS.
  - Intervention de Nelson Mandela au procès de Rivonia : My Lord, I am the First Accused[5]

- 22 avril : 
  - Élection générale saskatchewanaise. Le chef du Parti libéral saskatchewanaise Ross Thatcher est élu premier ministre de la Saskatchewan avec un gouvernement majoritaire.
  - Ouverture de la Foire internationale de New York

- 26 avril : le Tanganyika et Zanzibar fusionnent pour former la république unie de Tanzanie.
- 28 avril[6] : le Japon entre dans l'OCDE.
- 28 - 30 avril : charte de l'UAMCE (Union africaine et malgache de coopération économique).

## Naissances
- 1er avril : 
  - Scott Stevens, joueur professionnel de hockey.
  - Mohammed Moussaoui, président honoraire du Conseil français du culte musulman.
- 3 avril : Dimitri Bodianski, saxophoniste du groupe Indochine.
- 4 avril : 
  - Satoshi Furukawa, spationaute japonais.
  - Ivan Korčok, homme politique et diplomate slovaque.
- 6 avril : 
  - İskender Altın, acteur turc.
  - René Eijkelkamp, footballeur néerlandais.
  - Tim Walz, homme politique américain et gouverneur du Minnesota.
- 7 avril : Russell Crowe, acteur australo-néo-zélandais.
- 8 avril : Biz Markie, rappeur, disc jockey, acteur et producteur américain († 16 juillet 2021).
- 10 avril : Jeannine Mabunda Lioko, femme politique congolaise.
- 11 avril : Wojciech Płocharski, journaliste, auteur, compositeur, voyageur polonais.
- 14 avril : 
  - Safa Al Hashem, femme politique koweïtienne.
  - François Weigel, pianiste, compositeur et chef d'orchestre français.
- 16 avril :
  - « El Yiyo » (José Cubero Sanchez), matador espagnol († 30 août 1985).
  - Esbjorn Svensson, pianiste de Jazz suédois († 14 juin 2008).
- 17 avril :
  - Andreï Borissenko, cosmonaute russe.
  - Pierre Vincent, entraîneur de basket-ball français.
  - Laurent Achard, réalisateur français († 24 mars 2024).
- 18 avril : Isabelle Marie Anne de Truchis de Varenne dite Zazie, auteur-compositeur-interprète française.
- 20 avril : Andy Serkis, acteur, réalisateur et producteur britannique.
- 23 avril : 
  - Leni Robredo, femme politique philippine.
  - Hossein Amir Abdollahian, diplomate et homme politique iranien († 19 mai 2024).
- 25 avril : Andy Bell, chanteur britannique du groupe Erasure.
- 26 avril : Didier Robert, homme politique français.
- 29 avril : Iryna Farion, linguiste et femme politique ukrainienne († 19 juillet 2024).

## Décès
- 2 avril : Carlos Hevia, homme d'État cubain (° 21 mars 1900)
- 5 avril :
  - Aloïse Corbaz, artiste suisse pratiquant l'Art brut (° 28 juin 1886).
  - James Paul Chapin, ornithologue américain (° 9 juillet 1889).
  - Douglas MacArthur, général américain (° 26 janvier 1880).
- 6 avril : Róise Mhic Ghrianna, chanteuse et conteuse traditionnelle irlandaise (° 13 mars 1879).
- 13 avril : Veit Harlan, réalisateur et acteur allemand (° 22 septembre 1899).
- 18 avril : Ben Hecht, scénariste américain (° 28 février 1893 ou 28 février 1894).
- 20 avril : Dimitar Ganev, homme d'État bulgare (° 28 octobre 1898).
- 24 avril : Gerhard Domagk, pathologiste et bactériologiste allemand (° 30 octobre 1895).
- 26 avril : E. J. Pratt, poète canadien (° 4 février 1882).
- 28 avril : Milton Margaï, homme d'État sierraléonais (° 7 décembre 1895).
- 29 avril : J. M. Kerrigan, acteur et réalisateur irlandais (° 16 décembre 1884).
- 30 avril : Howard Buffett, homme d'affaires et homme politique (° 13 août 1903).